# Jerambang
Jerambang is een bestuurslaag in het regentschap Indragiri Hilir van de provincie Riau, Indonesië. Jerambang telt 1950 inwoners (volkstelling 2010).